# カナサシ重工
株式会社カナサシ重工（カナサシじゅうこう）は、静岡県静岡市清水区に本社を置く日本の造船会社である。

## 歴史
もともとは金指造船所として1903年（明治36年）7月に大阪府で初代社長金指丈吉により設立された。1923年（大正12年）から日本で初めての鋼製漁船の建造を開始し、1928年（昭和3年）10月からは清水市（後の静岡市清水区）に移転し、1936年（昭和11年）9月に法人化して以後も漁船の建造を行ってきた。1963年（昭和38年）には鋼製漁船の建造量がシェア42 パーセントで日本一となっている。
しかし1988年（昭和63年）に造船不況の影響を受けて会社更生法の適用を申請した。1991年（平成3年）4月1日に商号を変更して株式会社カナサシとなり、さらに1999年（平成11年）3月に清水工場を分社化して株式会社カナサシ重工となった。存続した株式会社カナサシは株式会社豊橋造船（現・新来島豊橋造船）となっている。2004年（平成16年）には旧カナサシから完全独立を果たした。
その後は貨物船の建造などにも進出して売り上げを拡大したが、資材と燃料費高騰の影響により2007年（平成19年）から赤字に転落し、2009年3月期は23億円の赤字を見込んでいる。これに加えて、カナサシからの独立に伴う設備や不動産の買い取り費用も重荷となっていた。2009年（平成21年）3月31日には銀行からの融資が得られなかったとして新卒入社予定の19人の内定を取り消し、翌4月1日から工場の操業を停止している。4月中旬を納期とする船の完成のために4月13日からの操業再開を目指し、静岡市などからの支援要請も行われていたが、自力での再建は困難と判断して4月10日に会社更生法の適用を申請した。負債総額は約201億円。
2013年に村上秀造船の100％子会社となり総額3億円の支援を受け、経営再建を目指すと発表した。2014年（平成26年）3月31日で更生手続きを終了した

## 事業所
静岡市清水区三保に面積69,561.95 平方メートルの造船所があり、造船用の船台が2つ、修繕用の船台が1つ、乾船渠（ドック）が1つ、艤装用の岸壁が3つある。また豊川に営業所がある。

## 野球部
1960年代に硬式野球部が日本産業対抗野球大会に出場したが、都市対抗野球大会への出場は果たせないまま、1971年限りで活動を停止、当時投手の池谷公二郎は日本楽器に移籍した。